# Feschel
Feschel is een plaats en voormalige gemeente in het Zwitserse kanton Wallis en maakt sinds 1 oktober 2000 deel uit van de gemeente Guttet-Feschel in het district Leuk.
- Gemeinsame Normdatei: 7731482-7
- Historisch woordenboek van Zwitserland: 002716
- Virtual International Authority File: 239712831